# Dogang
Dogang is een bestuurslaag in het regentschap Langkat van de provincie Noord-Sumatra, Indonesië. Dogang telt 3035 inwoners (volkstelling 2010).